# Hitoshi Okamoto
Hitoshi Okamoto (岡本仁志 Okamoto Hitoshi?,  12 de junio, 1976) es un guitarrista y compositor japonés.
Furui se graduó de la facultad de ingeniería en la Universidad Doshisha y cuando aún estaba estudiando en ese lugar, envió una cinta demo a la compañía musical BEING, donde más tarde sería contratado.
Aparte de desempeñarse como guitarrista de la banda japonesa GARNET CROW, también tiene una carrera en solitario de forma paralela. Aparte de esto también ha trabajado como locutor de radio en el programa PASTIME PARADISE. Como artista indie, Furui graba y produce sus canciones en su estudio personal llamado Okamoto Lab. En solitario ha lanzado hasta el momento dos sencillos y dos álbumes, y todas las letras de sus temas han sido escritas por Nana Azuki, su compañera en GARNET CROW.

## Discografía

### Álbumes
- a first fine day (20/3/2002)
- FF/REWIND (17/11/2004)

### Singles
- First fine day (8/11/2000)
- Sweet×2 Summer Rain (20/6/2001)

### Compilaciones
- GIZA studio Masterpiece BLEND 2001 (19/12/2001)

## Giras y conciertos
- THURSDAY LIVE at hills パン工場 "OKAMOTO NIGHT" (Hillspankojyo)
- THURSDAY LIVE at hills パン工場　"SSW NIGHT" (Hillspankojyo)

## Libros
- GARNET CROW photoscope 2005 ～5th Anniversary～ (21/1/2005)
- THURSDAY LIVE BOOK STAFF - THURSDAY LIVE -TRACKS OF THREE YEARS- (1/8/2006)

- Datos: Q1053239